# Against the Wind
Against the Wind är ett musikalbum av Bob Seger & the Silver Bullet Band som släpptes i februari 1980 på skivbolaget Capitol Records. Skivan blev Segers mest framgångsrika och är det enda av hans album som toppat Billboard 200. Titelspåret och "Fire Lake" blev båda hitsinglar i USA. Albumet belönades även med två Grammys för bästa skivomslagsutformning och bästa rockalbum av duo/grupp. Även om albumet sålde bra var vissa musikkritker missnöjda, till exempel Dave Marsh på Rolling Stone och Robert Christgau som båda menade att albumet var utslätat jämfört med tidigare skivor.

## Låtlista
1. "The Horizontal Bop"
2. "You'll Accomp'ny Me"
3. "Her Strut"
4. "No Man's Land"
5. "Long Twin Silver Line"
6. "Against the Wind"
7. "Good for Me"
8. "Betty Lou's Gettin' Out Tonight"
9. "Fire Lake"
10. "Shinin' Brightly"

## Listplaceringar
| Lista (1980)   | Position              |
| -------------- | --------------------- |
| Australien     | 6 (Kent Music Report) |
| Frankrike      | 1                     |
| Kanada         | 1 (RPM)               |
| Nederländerna  | 17                    |
| Norge          | 38 (VG-lista)         |
| Nya Zeeland    | 3                     |
| Storbritannien | 26 (UK Albums Chart)  |
| Sverige        | 11 (Topplistan)       |
| USA            | 1 (Billboard 200)     |
| Västtyskland   | 17                    |